# Melo (Gouveia)
Melo ist ein Ort und eine ehemalige Gemeinde (Freguesia) im portugiesischen Kreis Gouveia. Die Gemeinde hatte 501 Einwohner (Stand 30. Juni 2011).
Am 29. September 2013 wurden die Gemeinden Melo und Nabais zur neuen Gemeinde União das Freguesias de Melo e Nabais zusammengeschlossen. Melo ist Sitz dieser neu gebildeten Gemeinde.